# 吳謂 (元朝)
吳渭（？—？），字清翁，号潜斋，浦江人。
元至元二十三年（1286年），擔任义乌县令。晚年安居浦江，创办月泉吟社，輯有《春日田园杂兴》二七三五卷。著有《月泉吟社》一卷。